# Есен (Жиронда)
Есен (фр. Eysines) је насељено место у Француској у региону Аквитанија, у департману Жиронда. Налази се северозападно од Бордоа.
По подацима из 2011. године у општини је живело 20.122 становника, а густина насељености је износила 1675,44 становника/km².

## Демографија
| 1962. | 1968. | 1975.  | 1982.  | 1990.  | 1999.  | 2011.  |
| ----- | ----- | ------ | ------ | ------ | ------ | ------ |
| 5.327 | 8.026 | 12.719 | 14.760 | 18.407 | 18.407 | 20.122 |